# Tettnanger Hopfen

Logo.

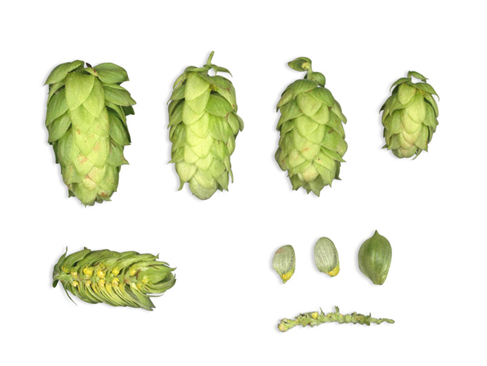
Cônes de la variété 'Tettnanger'.

Tettnanger Hopfen (Houblon de Tettnang) est une indication géographique protégée (IGP) qui s'applique à une production de houblon cultivé dans la région houblonnière de Tettnang, située dans le Land de Bade-Wurtemberg (Allemagne).
L'appellation Tettnanger Hopfen a été inscrite dans la liste des indications géographiques de l'Union européenne en vertu du règlement (UE) n° 415/2010 de la Commission du 12 mai 2010. La protection induite par cette appellation porte exclusivement sur les cônes de houblon séchés  (Lupuli  strobulus) et sur les  produits issus de leur transformation, c'est-à-dire granulés (pellets en anglais) et extraits de houblon obtenus à l'aide de CO2 et d'éthanol.
L'organisme chargé de la gestion de cette appellation est le Hopfenpflanzerverband Tettnang e.V. (Association des producteurs de houblon de Tettnang).